# (6983) Komatsusakyo
(6983) Komatsusakyo  es un asteroide perteneciente al cinturón exterior de asteroides, descubierto el 17 de diciembre de 1993 por Takao Kobayashi desde el Observatorio de Ōizumi, en Japón.

## Designación y nombre
Komatsusakyo se designó inicialmente como 1993 YC.
Más adelante fue nombrado en honor a Sakyo Komatsu (1931-2011) quien fue novelista, ensayista, reportero y dramaturgo. Uno de los escritores de ciencia ficción más famosos de Japón, sus cuentos más conocidos incluyen Bye-bye Jupiter (1980) y Japan Sinks (1973).

## Características orbitales
Komatsusakyo orbita a una distancia media del Sol de 3,215 ua, pudiendo acercarse hasta 2,819 ua y alejarse hasta 3,611 ua. Tiene una excentricidad de 0,123 y una inclinación orbital de 7,785° grados. Emplea en completar una órbita alrededor del Sol 2105,74 días.
Los próximos acercamientos a la órbita de Júpiter ocurrirán el 4 de enero de 2123, el 28 de junio de 2134 y el 16 de diciembre de 2145.

## Características físicas
Su magnitud absoluta es 12,41. Tiene 26,889 km de diámetro. Su albedo se estima en 0,035.